# Iglesia de Nuestra Señora de La Asunción (Malanquilla)

## Introducción
Conquistada Calatayud en el año 1120, Malanquilla se incorpora a la Comunidad de aldeas de Calatayud como lugar de realengo. Se construye entonces la primitiva iglesia parroquial, de estilo románico, que fue demolida para construir la fábrica actual en el siglo XVI.
Dependiente de la iglesia parroquial de Bijuesca, la iglesia de Malanquilla se constituye en iglesia parroquial autónoma el 24 de junio de 1487. En el año 1588 el obispo de Tarazona don Pedro Cerbuna ordena al Concejo de Malanquilla la construcción de la nueva iglesia, por ser pequeña la existente.

## Arquitectura
La iglesia parroquial de Malanquilla está construida en piedra de sillería la fachada principal, el ábside y parte de la torre, el resto es de piedra de mampostería. El edificio se proyecta de una sola nave con cabecera semihexagonal, capillas laterales entre los contrafuertes y coro alto a los pies, cubriéndose con bóveda de crucería estrellada en todas sus dependencias. Su construcción está documentada entre los años 1588 y 1594 en cuyo año, el 30 de septiembre, don Pedro Cerbuna bendice el templo. El edificio conserva su estructura original como ya señaló Abbad. En el último tercio del siglo XVII se construye la capilla de los pies del lado del Evangelio, dedicada a san Roque. Ésta se cubre con bóveda de Arista, rebajándose la altura del arco de entrada para colocar el órgano, hoy desaparecido. El intradós se decora con lacería barroco-mudéjar.

### Portada
La portada se construye como una capilla exterior, rehundida sobre la línea de la fachada, se enmarca dentro de un arco de medio punto y el espacio se cubre con bóveda de crucería. Es de piedra de sillería, con arco de medio punto de grandes dimensiones, está flanqueada con pilastras adosadas, con estrías y capitel. Las pilastras se rematan con esferas de gusto herreriano. Sobre el arco, hornacina conteniendo la imagen de María, de madera, del siglo XVI. Un frontón triangular con volutas laterales corona el conjunto.

### Torre

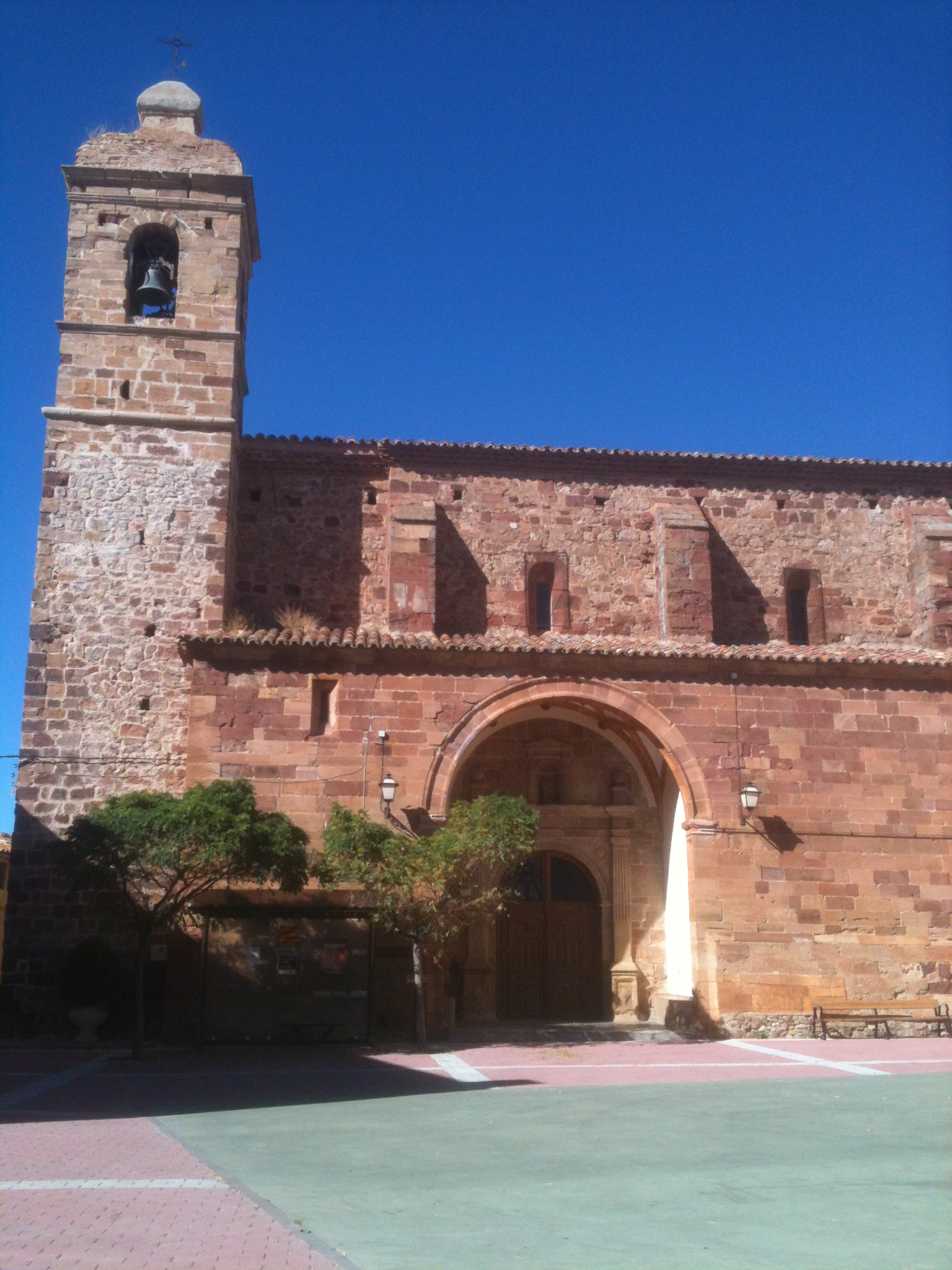
Vista parcial

La torre, de planta rectangular, se eleva a los pies del templo sobre la nave de la Epístola. Alterna su construcción con piedra de sillería en el primer y último cuerpo, y mampostería en el intermedio. Está sobriamente decorada a base de molduras: semicircular cóncava y dos cóncavo-convexas. Cuatro arcos de medio punto se abren para albergar las campanas de fundición reciente: 1816, 1848 y dos de 1987.

### Coro
El coro alto se construye al pie de la nave, ocupando el primer tramo de bóveda de la nave central, con arco de diafragma apuntado, en contraposición al resto de los arcos perpiaños y laterales, que son de medio punto. Una balaustrada de piedra cierra el conjunto, que aún conserva la sillería original, de sobria decoración.

## Retablos
El conjunto de retablos de la iglesia parroquial de Nuestra Señora de la Asunción de Malanquilla constituye una importante aportación al conocimiento de la escultura aragonesa de finales del siglo XVI en una zona casi marginal donde confluyen influencias castellanas y aragonesas.
El retablo mayor fue construido a finales del siglo XVI. De estilo renacentista se estructura con cinco calles y cuatro cuerpos. Representa escenas de la vida de María en catorce relieves policromados. En la predela y de izquierda a derecha: La Anunciación; Circuncisión, Adoración de los pastores, Adoración de los reyes y Presentación de Jesús en el templo. Sobre la escena central se coloca el sagrario que se cierra con dos relieves de La Virgen y San José.

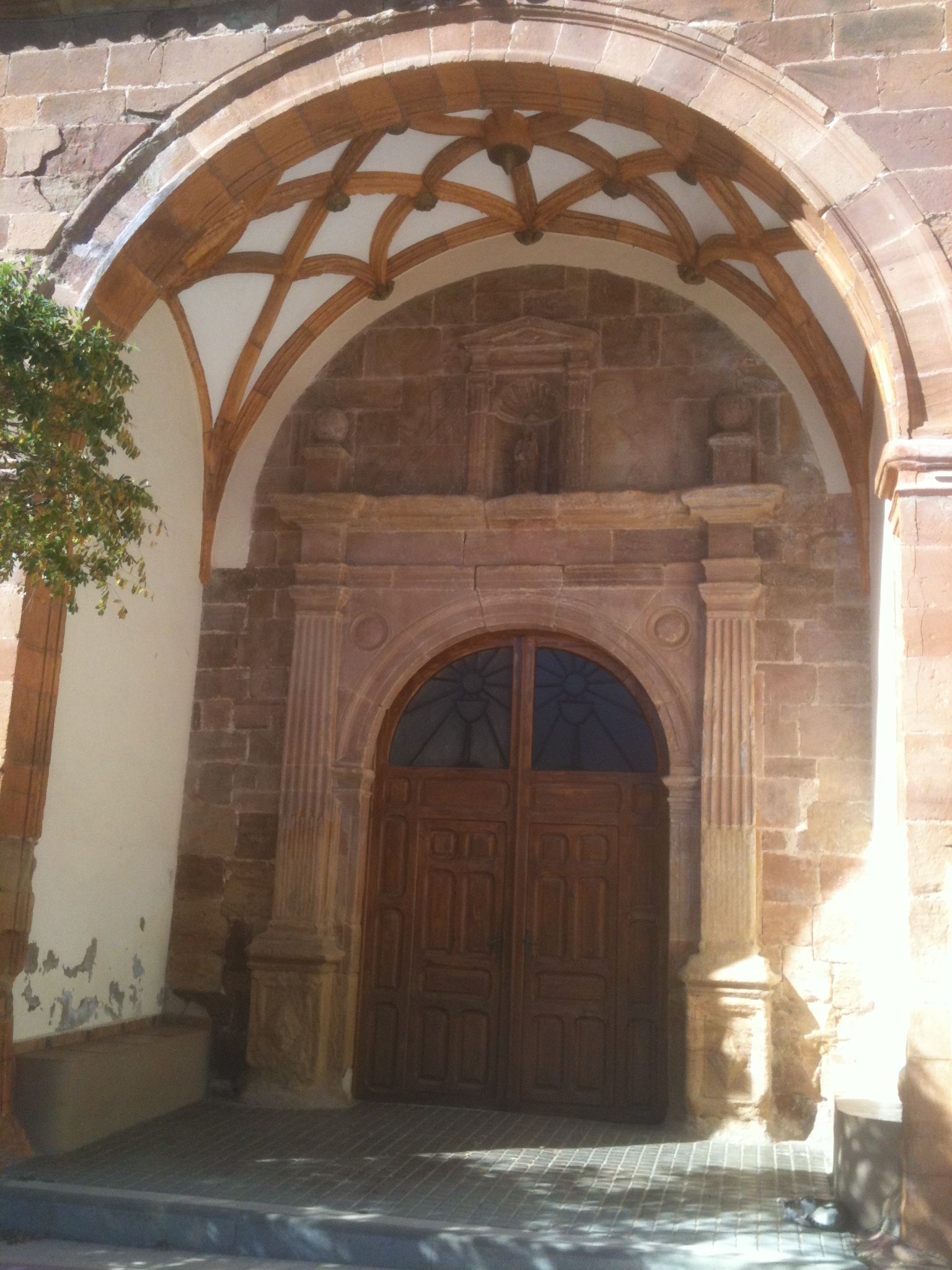
Iglesia de Malanquilla

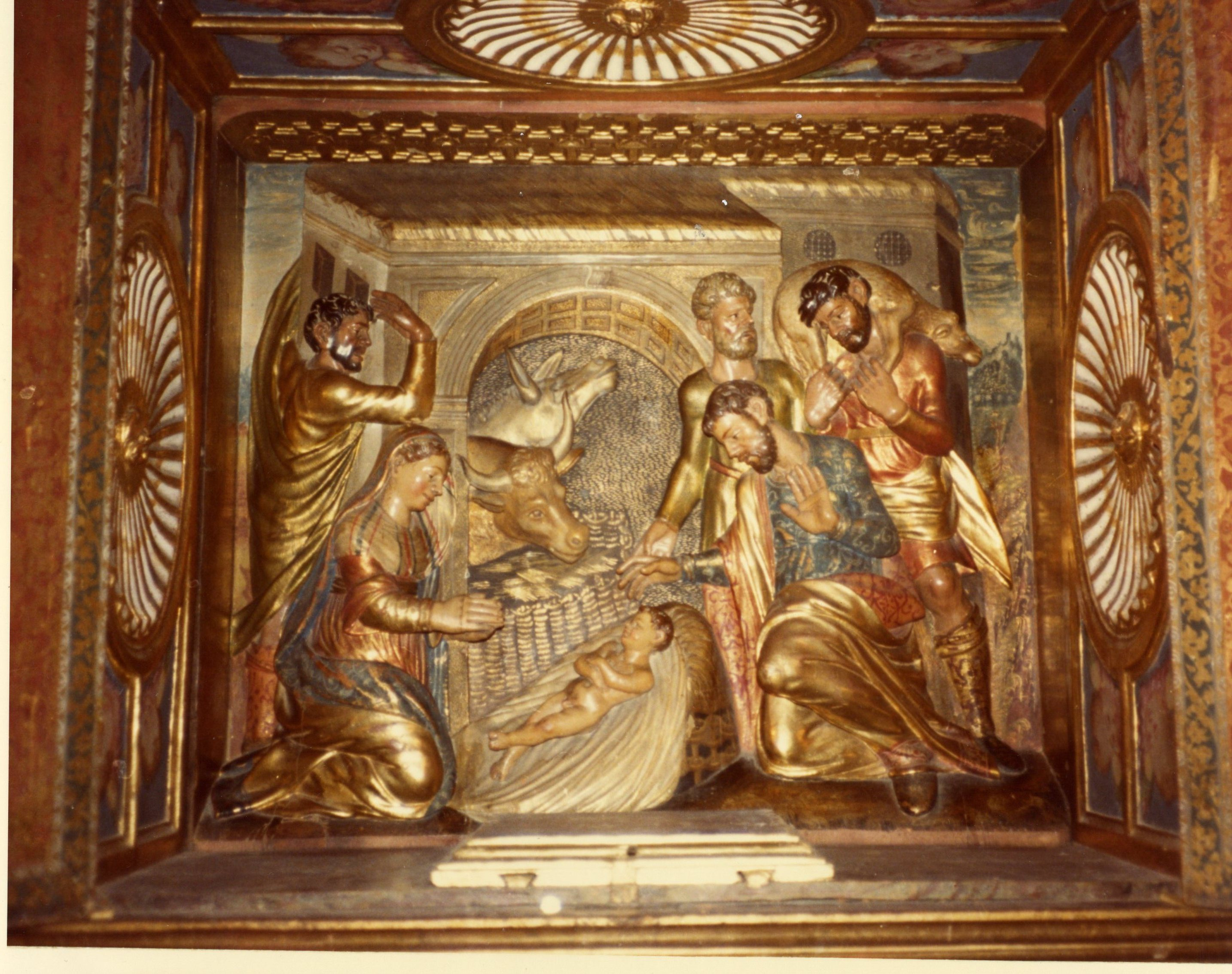
Sagrario del, en el altar mayor

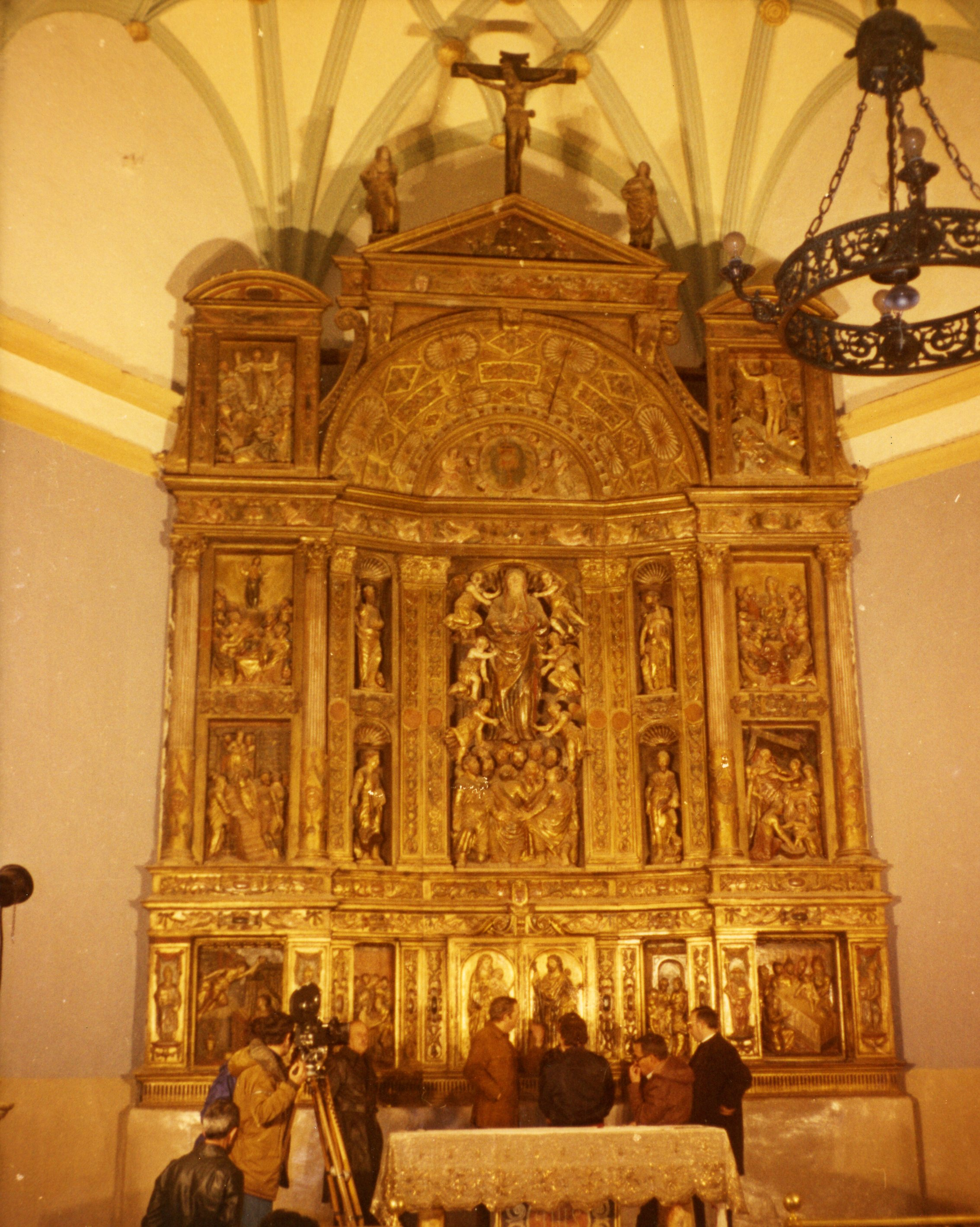
Retablo mayora

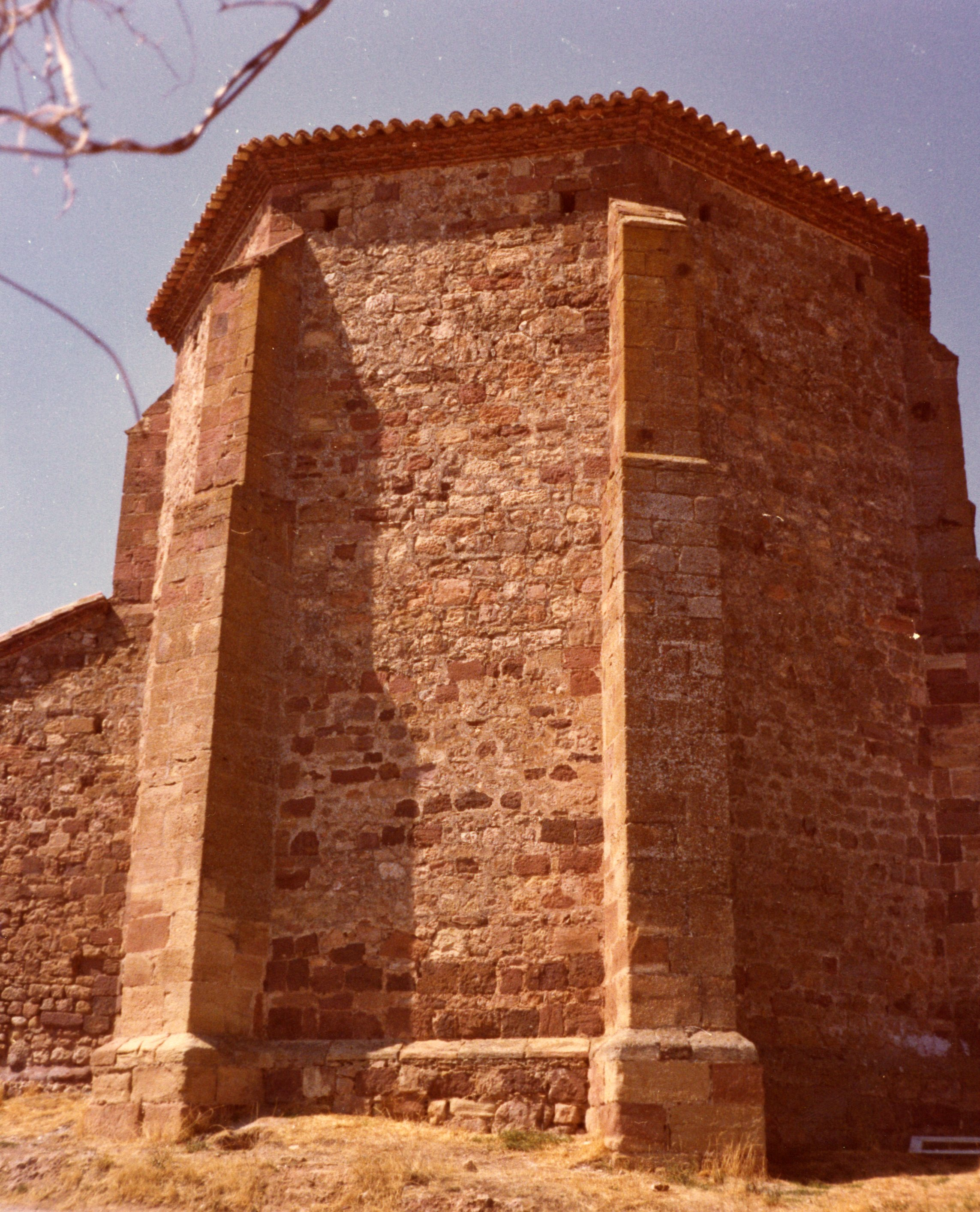
Ábside

Sobre el sagrario, el amplio compartimiento central con el grupo titular de la Asunción de María de evidente intensidad expresiva. Sobre un altorrelieve representando a los Apóstoles, el altorrelieve de María, de mayor tamaño, acompañada de seis ángeles. Cuatro esculturas de madera representando a los Evangelistas en sus correspondientes hornacinas, escoltan el grupo central. En las dos calles laterales, cuatro relieves representando: La Ascensión, Jesús en el templo, Pentecostés y otro relativo a la infancia de Cristo. Sobre una amplia cornisa, un óculo para la exposición del Santísimo, con tabla circular representando una custodia pintada, pervivencia de la tradición aragonesa de los retablos mayores de catedrales y grandes iglesias. A los lados del óculo, relieves del Sermón de la Montaña y la Resurrección, rematados por frontones curvos. En el centro, frontón triangular con pintura de Dios Padre. Coronando el conjunto, esculturas de gran tamaño de Cristo crucificado, La Virgen y San Juan.
El retablo de Nuestra Señora del Rosario, renacentista, es de finales del siglo XVI como atestiguan sus pinturas de fuerte influencia del pintor italiano Bassano. Aparece documentado en 1599. Se compone de predela, cuatro cuerpos y ático. Se compone de catorce pinturas sobre tabla de escuela aragonesa y fuerte influencia italiana que representan los tres ciclos de los misterios del Rosario. Las tablas han recuperado su colorido original tras una reciente restauración. En el centro talla procesional de madera de Nuestra Señora del Rosario con coronas de plata del siglo XVI. Sobre ésta relieve de la Coronación de la Virgen. En el ático pintura representando la ciudad de Jerusalén, sobre la que debió existir una talla de Jesús Crucificado, hoy perdida.
La primera capilla del lado del Evangelio conserva un retablo del siglo XVI con un Cristo Crucificado de grandes dimensiones que Abbad adscribe a la escuela andaluza y que Pérez Sánchez califica de obra de singular calidad. En ella fue enterrado en el año 1591 el vicario de Malanquilla Mosén Jorge Ruiz. Se conserva la lápida sepulcral realizada en piedra negra de Calatorao con relieve del difunto revestido con casulla funeraria. Sobre la lápida, talla de vestir de Nuestra Señora de la Soledad, del siglo XVII. A su lado, imagen de San Isidro, moderna.
En el siglo XVI existía en la parroquial de Malanquilla un retablo dedicado a San Roque, patrón de la localidad, que aparece documentado en el año 1599, junto con un retablo de San Martín, hoy desaparecidos. Al crearse la cofradía de San Roque en 1684 se amplía la capilla del titular construyéndose el retablo actual, de estilo barroco que alterna un fuerte colorido de tonos rojos, verdes y azules con el dorado, en las estrípites y frontones, unos triangulares y otros semicirculares. La talla en madera de San Roque presenta una particularidad iconográfica al colocar un ángel junto al santo. Un relicario de plata en su color de finales del siglo XVII repite esta iconografía. A la derecha, talla de San Millán aragonés, con la iconografía tradicional: vestido de presbítero con roquete, libro y rosario en la mano. Según la tradición, el santo vivió y murió en el vecino municipio de Torrelapaja. A la izquierda, talla del oscense San Lorenzo, del siglo XVII. A los lados, óleos sobre lienzo representando a las santas Justa y Rufina. En la presella seis pinturas sobre tabla representando mártires, entre ellas, Santa Engracia y Santa Lucía. En el ático, pintura sobre tabla representando a Santa Bárbara.
El retablo de Nuestra Señora del Pilar es del siglo XVIII y de estilo barroco con columnas salomónicas doradas. En la hornacina central talla en madera de la titular sobre columna, custodiada por dos ángeles tenantes de madera policromada. A los lados dos imágenes que no corresponden a la ubicación original: San Sebastián y San Pedro. En el ático, talla de aragonés San Pascual Bailón.
El retablo de San Antón es del siglo XVIII, está decorado con columnas salomónicas con racimos de uva. En la hornacina central talla en madera del titular y en el ático, talla de Santiago peregrino.

## Otros elementos
El Archivo Histórico Parroquial conserva documentación desde el año 1550. Destacan la serie de Visitas Pastorales a la iglesia de Malanquilla, los libros sacramentales, que contienen las series de bautismos, confirmaciones, matrimonios y defunciones y que han servido de base a estudios demográficos, dos libros de posesiones de la iglesia de los siglos XVI y XVII y dos libros de cofradías del siglo XVII: de la Purísima y de San Roque.
Se conserva orfebrería de los siglos XVI al XVIII. Destaca un cáliz gótico de plata en su color, custodia y cáliz de plata en su color con esmaltes azules y escudo heráldico, del siglo XVII. Entre los relicarios, un Lignum Crucis, relicario con relieve de plata de San Sebastián, del siglo XVI y relicario de San Roque del siglo XVII.
También se conservan casullas, dalmáticas y capas pluviales de seda o de terciopelo de los siglos XVII y XVIII correspondientes a los distintos colores del ciclo litúrgico.